# Scelio zolotarevskyi
Scelio zolotarevskyi är en stekelart som beskrevs av Charles Ferrière 1930. Scelio zolotarevskyi ingår i släktet Scelio och familjen Scelionidae. Inga underarter finns listade i Catalogue of Life.